# Supersypnoides latifasciata
Supersypnoides latifasciata là một loài bướm đêm trong họ Noctuidae.